# Corpus separatum (Ријека)
Corpus separatum (прев. Посебно тело) је било име за посебан правни и политички статус Ријеке, различит од његовог окружења под влашћу Краљевине Мађарске. Формално познат као „град Фјуме” и његов округ (мађ. Fiume város és kerülete), установила га је царица Марија Терезија 1779. године, одређујући полуаутономни статус Фијуме у оквиру Хабзбуршке монархије до пада Аустроугарског царства 1918. године.

## Настанак
Марија Терезија је својом сувереном одлуком од 2. октобра 1776. одустала од поседа Фјуме, која је дуго времена била под управом суседних наследних унутрашње аустријских феуда Хабзбурга у оквиру Светог римског царства, и дала га мађарској краљевини, чија је такође била краљица, у циљу подстицања трговине. Пошто је ужа Мађарска била нека 500 km (310 mi) далеко, град је у почетку био припојен Хабзбуршкој Краљевини Хрватској, чија је територија почињала источно од градских зидина. Хрватска је владала у персоналној унији са Мађарском од 1102. године и са њом је чинила Земље круне Светог Стефана.
Две и по године касније, Марија Терезија је, у својству мађарске краљице, краљевским рескриптом од 23. априла 1779. године, учинила да град Фјуме директно потчини мађарској круни као корпус сепаратум (Corpus separatum) (не као део Хрватске која је била у персоналној унији са Мађарском). Пошто је Фјуме морала да има сличну функцију за Мађарску као Трст за хабзбуршке земље, мађарски поседи (и вероватно краљица) желели су да дају Граду сличан степен институционалне аутономије као што је већ имао Трст. Према рескрипту Марије Терезије, Фјуме је створена као корпус сепаратум (corpus separatum), то јест, политичко тело са већом аутономијом од слободног царског града или мађарске жупаније, и територија која се може упоредити са другим партес аднексе (partes adnexae) који чине земље круне Светог Стефана. Положај града је стога био упоредив са положајем краљевине (regna): како се Трст сматрао крунском земљом аустријских наследних земаља (Erblande), тако се и Фјуме сматрала парс аднекса (pars adnexa) круни.
После краљевског рескрипта од 23. априла 1779. године, постављена је сцена за све политичке обрачуне који су се у Ријуми дешавали више од једног и по века. У извесном смислу, може се рећи да је цела историја која је уследила била дуга фуснота о томе како тумачити два акта из 1776. и 1779. Тај акт је представљао преседан за мађарску уставну праксу, јер је први пут да део Свето римско царство (и наследни феуд Хабзбурга) дато је угарско-хрватском краљевству. Дакле, пошто су хрватски и мађарски посједи имали веома различите интересе у погледу Ријеке, произвели су врло различита тумачења рескрипта. Хрвати су одбили да прихвате мађарско читање документа - негирали су да је Град могао бити искључен са околне територије, која је већ била уобличена у комиту.
Током Наполеонових ратова, град је накратко био део Илирских провинција, чиме је окончан статус корпус сепаратума. Фјуме се 1822. године вратила „мађарској круни”, након Револуција 1848—1849. и доношења аустријског мартовског устава град је укључен у аутономну хрватску краљевину као седиште комитасуса (comitatus) без посебне аутономије.

## Мађарско хрватски договор
Године 1868, након Аустроугарског компромиса из 1867. којим је створена Аустроугарска, Хрватској је било дозвољено да преговара о сопственом споразуму са Мађарском. Коначна хрватско-мађарска нагодба оставила је посед Фјуме нерешеним, чекајући будуће преговоре у складу са чланом 66, како је изгледало у хрватској верзији, док је у мађарској верзији Фјуме проглашена „Корпус сепаратум” (Corpus separatum) директно повезан са земљама круне Светог Стефана и стога не спада у домен Хрватске аутономије у оквиру Краљевине, већ у домену заједничког мађарског парламента и владе. Разумљиво, сваки парламент је потписао свој уговор и када су две верзије отишле Цару Францу Јозефу I на потписивање, парче папира, криптик, (the Kriptic) који је садржао хрватски превод мађарске тврдње на Ријеку, био је залепљен преко хрватске верзије. Град је дефинисан као провизоран. За коначно решење, био је неопходан споразум Мађарске, Хрватске и Фјуме који никада није постигнут све до распада Аустроугарске у октобру 1918.

## Corpus separatum (1870–1918)
Управљање Корпус сепаратумом је регулисано Статутом који је 17. априла 1872. дао Мађарски министар унутрашњих послова. На врху Фјуме и њеног округа (мађ. Fiume város és kerülete) налазила се Гувернера именованих директно од краља на предлог Мађарски премијер. Гувернер Фјуме је имао право на чланство у Магнатској кући. Општинска самоуправа поверена је „Рапресентанзи“ (Rappresentanza)од 56 чланова чији је мандат трајао 6 година. Грађани су имали право да бирају свог представника у Заступничком дому. Од 1896. године мађарска влада је смањила обим општинске аутономије која је практично окончана 1913. године.
Фјуме и округ којим се управља као Корпус сепаратум имали су укупну површину од 21 km² и чинили су град са три села:
- Cosala (италијански назив) или Kozala (хрватски)
- Drenova (италијански и хрватски назив)
- Plasse (италијански назив) или Plase (хрватски)

## После 1918. године
Територија Фјуме након завршетка Првог светског рата била је укључена у низ догађаја који су, после разних војних окупација (најдуготрајнија је била она коју је предводио Габријеле Д'Анунција, такође звано италијанско намесништво Карнаро), дошло до стварања ефемерног ентитета наследника у Слободној држави Фјуме.
Слободна држава је званично постојала 4 године, пре него што је војно окупирана и на крају припојена Краљевини Италији као део „Покрајине Фјуме” 1924. године, анексијом која је означила крај историјске аутономије Фјума.

## Демографија
Године 1900. Фјуме је имао 38.955 становника, а до 1910. године број становника се повећао на 49.608. Према попису који је спровео Италијански национални савет Фјуме (итал. Consiglio Nazionale Italiano di Fiume) у децембру 1918. године, након што је италијанска војска заузела град Фјуме. После Првог светског рата број становника је пао на 45.885. Имао је следећи састав идентификован удружењем са језичким заједницама:
| Националност | 1900           | 1910            | 1918           |
| --- | -------------- | --------------- | -------------- |
| Италијански* | N/A            | 23.283 (46,94%) | 28.911 (62,5%) |
| Хрватски** | 7.497 (19,3%)  | 15.731 (31,71%) | 9.092 (19,6%)  |
| Словеначки* | N/A            | 3.973 (7,94%)   | 1.674 (3,6%)   |
| Мађарски | 2.842 (7,3%)   | 3.619 (7,29%)   | 4.431 (9,6%)   |
| Немачки | 1.945 (5,0%)   | 2.476 (4,99%)   | 1.616 (3,5%)   |
| Енглески* | N/A            | 202 (0,41%)     | N/A            |
| Чешки-Моравски* | N/A            | 185 (0,37%)     | N/A            |
| Српски | 55 (0,1%)      | 70 (0,14%)      | N/A            |
| Француски* | N/A            | 40 (0,08%)      | N/A            |
| Пољски* | N/A            | 36 (0,07%)      | N/A            |
| Румунски | 23 (0.0%)      | 29 (0,06%)      | N/A            |
| Словачки | 29 (0,0%)      | N/A             | N/A            |
| Остали* | 26.564 (68,2%) | N/A             | N/A            |
| *Попис из 1900. не идентификује језичке групе које су посебно означене звездицом **Попис становништва из 1910. идентификује групу Хрвата−Илира |                |                 |                |

Према попису становништва из 1900. године, округ су чиниле следеће верске заједнице:
Укупно:
- Римокатолици: 36.104 (92,7%)
- Јеврејски: 1.172 (3,0%)
- Грчка православна: 703 (1,8%)
- Калвинистички: 423 (1,1%)
- Лутерански: 261 (0,7%)
- Гркокатолик: 73 (0,2%)
- Унитаријанство: 11 (0,0%)
- Остало или непознато: 208 (0,5%)

Према попису становништва из 1910. године, округ су чиниле следеће верске заједнице:
Укупно:
- Римокатолици: 45.130 (90,61%)
- Јеврејски: 1.696 (3,41%)
- Калвинистички: 1.123 (2,25%)
- Грчка православна: 995 (2,0%)
- Гркокатолик: 467 (0,94%)
- Лутерански: 311 (0,62%)
- Унитаријанство: 16 (0,03%)
- Остало или непознато: 68 (0,14%)

## Фотографије
- Фабрика хартије око 1900
- Палата Адрија око 1900
- Лука Фјуме 1909.
- Зграда Краљевске мађарске поморске академије око 1900
- Лука Фјуме 1910
- Трсат 2008.
- Ријека и Трсат 2008.
- Поглед на Трсат 2008.